# FileNet
FileNet anteriormente era una compañía independiente, actualmente fue asimilada por IBM (comprada en 2006) y se dedicaba a desarrollar software para ayudar a las empresas a realizar procesos de negocio y de manejo de contenido. Actualmente es una familia de productos del catálogo de IBM para el ciclo de vida de los activos digitales (contenidos) y procesos de negocio.
La empresa tenía un software homónimo de gestión documental conocido como FileNet P8. Se trata de un producto que aglutina las funciones de un repositorio documental y unas funcionalidades añadidas para desarrollar sistemas empresariales personalizados, ofreciendo mucha más funcionalidad out of the box y tiene capacidades para ser fácilmente personalizable para procesos de negocios y soluciones electrónicas.
El sistema consta (a modo resumido) de 5 motores que se encargan de las diferentes áreas para las funcionalidades del software.
- Content Engine: Funciones de gestión de los contenidos, ficheros, almacenamiento y datos del mismo.
- Application Engine: Donde residen los conectores para usar los contenidos, su principal activo era el Workplace, una aplicación web para el consumo y uso de los recursos almacenados. (ficheros, datos...) Esta aplicación se va viendo reemplazo por ICM (IBM Content Navigator) que pretende ser un conector de IBM para todos los gestores de contenido. (Siendo compatible con CMIS - Content Management Interoperability Services 1.1)
- Process Engine: Para los apartados de BPM (Business Process Management) que tiene el software, pudiendo gestionar workflows (Como aprobación de ficheros y cambios en los contenidos)
- Rendition Engine: Donde se hacen las transformaciones de contenido necesarias.
- Search Services: Para la ejecución de consultas y gestión de los motores de búsqueda.